# Condado de Zamość
Condado de Zamość (polaco: powiat zamojski) é um powiat (condado) da Polónia, na voivodia de Lublin. A sede do condado é a cidade de Zamość. Estende-se por uma área de 1872,27 km², com 110 596 habitantes, segundo o censo de 2005, com uma densidade de 59,07 hab/km².

## Divisões admistrativas
O condado possui:
Comunas urbana-rurais: Krasnobród, Szczebrzeszyn, Zwierzyniec
Comunas rurais: Adamów, Grabowiec, Komarów-Osada, Łabunie, Miączyn, Nielisz, Radecznica, Sitno, Skierbieszów, Stary Zamość, Sułów, Zamość
Cidades: Krasnobród, Szczebrzeszyn, Zwierzyniec

## Demografia
População (dados de 30 de Junho de 2005):
|          | Total   | Total | Mulheres | Mulheres | Homens  | Homens |
| -------- | ------- | ----- | -------- | -------- | ------- | ------ |
|          | pessoas | %     | pessoas  | %        | pessoas | %      |
| Total    | 110 596 | 100   | 56 163   | 50,8     | 54 433  | 49,2   |
| Cidades  | 11 697  | 100   | 6069     | 51,9     | 5628    | 48,1   |
| Povoados | 98 899  | 100   | 50 094   | 50,7     | 48 805  | 49,3   |